# Liverpool Football Club 2006-2007
Questa voce raccoglie le informazioni riguardanti il Liverpool Football Club nelle competizioni ufficiali della stagione 2006-2007.

## Maglie e sponsor
| Casa | Trasferta | Terza divisa |  |

## Rosa
| N. |                        | Ruolo | Calciatore                |
| -- | ---------------------- | ----- | ------------------------- |
| 1  | Polonia (bandiera)     | P     | Jerzy Dudek               |
| 2  | Paesi Bassi (bandiera) | D     | Jan Kromkamp              |
| 2  | Spagna (bandiera)      | D     | Álvaro Arbeloa            |
| 3  | Irlanda (bandiera)     | D     | Steve Finnan              |
| 4  | Finlandia (bandiera)   | D     | Sami Hyypiä               |
| 5  | Danimarca (bandiera)   | D     | Daniel Agger              |
| 6  | Norvegia (bandiera)    | D     | John Arne Riise           |
| 7  | Australia (bandiera)   | C     | Harry Kewell              |
| 8  | Inghilterra (bandiera) | C     | Steven Gerrard (capitano) |
| 9  | Inghilterra (bandiera) | A     | Robbie Fowler             |
| 10 | Spagna (bandiera)      | C     | Luis García               |
| 11 | Cile (bandiera)        | C     | Mark González             |
| 12 | Brasile (bandiera)     | D     | Fábio Aurélio             |
| 14 | Spagna (bandiera)      | C     | Xabi Alonso               |
| 15 | Inghilterra (bandiera) | A     | Peter Crouch              |
| 16 | Inghilterra (bandiera) | C     | Jermaine Pennant          |
| 17 | Galles (bandiera)      | A     | Craig Bellamy             |

| N. |                        | Ruolo | Calciatore        |
| -- | ---------------------- | ----- | ----------------- |
| 18 | Paesi Bassi (bandiera) | A     | Dirk Kuyt         |
| 20 | Argentina (bandiera)   | C     | Javier Mascherano |
| 22 | Mali (bandiera)        | C     | Mohamed Sissoko   |
| 23 | Inghilterra (bandiera) | D     | Jamie Carragher   |
| 25 | Spagna (bandiera)      | P     | José Reina        |
| 26 | Inghilterra (bandiera) | C     | Paul Anderson     |
| 29 | Italia (bandiera)      | D     | Gabriel Paletta   |
| 30 | Italia (bandiera)      | P     | Daniele Padelli   |
| 32 | Paesi Bassi (bandiera) | C     | Boudewijn Zenden  |
| 34 | Spagna (bandiera)      | D     | Miki Roqué        |
| 35 | Inghilterra (bandiera) | C     | Danny Guthrie     |
| 37 | Inghilterra (bandiera) | C     | Lee Peltier       |
| 38 | Inghilterra (bandiera) | A     | Craig Lindfield   |
| 39 | Inghilterra (bandiera) | D     | Stephen Darby     |
| 40 | Inghilterra (bandiera) | P     | David Martin      |
| 42 | Marocco (bandiera)     | C     | Nabil El Zhar     |
| 48 | Argentina (bandiera)   | D     | Emiliano Insúa    |

## Staff tecnico
| Responsabile tecnico:         | Rafael Benítez                         |
| Allenatore in seconda:        | Pako Ayesteran                         |
| Allenatore prima squadra:     | Alex Miller                            |
| Responsabile squadra riserve: | Gary Ablett                            |
| Allenatore squadra riserve:   | Hughie McAuley                         |
| Allenatore dei portieri:      | Jose Ochotorena                        |
| Responsabile giovanile:       | Malcolm Elias                          |
| Assistente alle giovanili:    | Frank McParland, Eduardo Macía         |
| Direttore scuola calcio:      | Steve Heighway                         |
| Fisioterapista:               | Mark Browes, Rob Price, Víctor Salinas |
| Massaggiatore:                | John Wright                            |
| Medico sociale:               | dr. Mark Waller                        |

## Risultati

### Premier League

#### Girone di andata
| Arbitro: | Styles |

|           |           |                   |
| Hulse 46’ | Marcatori | 70’ (rig.) Fowler |

| Arbitro: | Halsey |

|                          |           |  |
| Kuyt 29’ Xabi Alonso 79’ | Marcatori |  |

| Arbitro: | Wiley |

|                      |           |            |
| Agger 42’ Crouch 79’ | Marcatori | 12’ Zamora |

| Arbitro: | Poll |

|                                  |           |  |
| Cahill 24’ A. Johnson 36’, 90+4’ | Marcatori |  |

| Arbitro: | Riley |

|            |           |  |
| Drogba 42’ | Marcatori |  |

| Arbitro: | Webb |

|                                    |           |  |
| M. González 63’ Kuyt 73’ Riise 89’ | Marcatori |  |

| Arbitro: | Dowd |

|                     |           |  |
| Speed 30’ Campo 51’ | Marcatori |  |

| Arbitro: | Clattenburg |

|             |           |              |
| Bellamy 64’ | Marcatori | 17’ McCarthy |

| Arbitro: | Poll |

|                           |           |  |
| Scholes 39’ Ferdinand 65’ | Marcatori |  |

| Arbitro: | Bennett |

|                                     |           |                |
| Kuyt 31’ Crouch 38’ Luis García 44’ | Marcatori | 56’ Agbonlahor |

| Arbitro: | Rennie |

|               |           |  |
| Kuyt 14’, 73’ | Marcatori |  |

| Arbitro: | Clattenburg |

|                                     |           |  |
| Flamini 41’ K. Touré 56’ Gallas 80’ | Marcatori |  |

| Middlesbrough 18 novembre 2006, ore 17:15 WET 13ª giornata | Middlesbrough | 0 – 0 referto | Liverpool | Riverside Stadium (31 424 spett.)\| Arbitro: \| Mason \| |
| Arbitro:                                                   | Mason         |               |           |                                                          |

| Arbitro: | Styles |

|             |           |  |
| Gerrard 67’ | Marcatori |  |

| Liverpool 29 novembre 2006, ore 20:00 WET 15ª giornata | Liverpool | 0 – 0 referto | Portsmouth | Anfield (44 141 spett.)\| Arbitro: \| Wiley \| |
| Arbitro:                                               | Wiley     |               |            |                                                |

| Arbitro: | Riley |

|  |           |                                               |
|  | Marcatori | 9’, 26’ Bellamy 40’ Kuyt 44’ (aut.) McCulloch |

| Arbitro: | Rennie |

|                                                             |           |  |
| Gerrard 54’ Carragher 60’ Luis García 66’ M. González 90+3’ | Marcatori |  |

| Arbitro: | Webb |

|  |           |                                               |
|  | Marcatori | 3’ (rig.) Xabi Alonso 82’ Bellamy 88’ Gerrard |

| Arbitro: | Dowd |

|                             |           |  |
| Bellamy 46’ Xabi Alonso 88’ | Marcatori |  |

#### Girone di ritorno
| Arbitro: | Styles |

|              |           |  |
| McCarthy 49’ | Marcatori |  |

| Arbitro: | Bennett |

|  |           |                   |
|  | Marcatori | 45+1’ Luis García |

| Arbitro: | Poll |

|                                 |           |  |
| Crouch 61’ Gerrard 63’ Kuyt 83’ | Marcatori |  |

| Arbitro: | Clattenburg |

|  |           |                             |
|  | Marcatori | 34’ Bellamy 40’, 48’ Crouch |

| Arbitro: | Styles |

|                     |           |  |
| Kuyt 4’ Pennant 18’ | Marcatori |  |

| Arbitro: | Atkinson |

|                 |           |                     |
| Kepa Blanco 77’ | Marcatori | 46’ Kuyt 53’ Crouch |

| Liverpool 3 febbraio 2007, ore 12:45 WET 26ª giornata | Liverpool | 0 – 0 referto | Everton | Anfield (44 957 spett.)\| Arbitro: \| Wiley \| |
| Arbitro:                                              | Wiley     |               |         |                                                |

| Arbitro: | Halsey |

|                               |           |            |
| Martins 26’ Solano 69’ (rig.) | Marcatori | 6’ Bellamy |

| Liverpool 24 febbraio 2007, ore 15:00 WET 28ª giornata                                 | Liverpool | 4 – 0 referto | Sheffield Utd | Anfield (45 072 spett.) |
| \| \| \| \| \| Fowler 20’ (rig.), 25’ (rig.) Hyypiä 70’ Gerrard 73’ \| Marcatori \| \| |           |               |               |                         |
|                                                                                        |           |               |               |                         |
| Fowler 20’ (rig.), 25’ (rig.) Hyypiä 70’ Gerrard 73’                                   | Marcatori |               |               |                         |

| Arbitro: | Atkinson |

|  |           |              |
|  | Marcatori | 90+1’ O'Shea |

| Birmingham 18 marzo 2007, ore 15:00 WET 30ª giornata | Aston Villa | 0 – 0 referto | Liverpool | Villa Park (42 551 spett.)\| Arbitro: \| Mason \| |
| Arbitro:                                             | Mason       |               |           |                                                   |

| Arbitro: | Bennett |

|                               |           |            |
| Crouch 4’, 35’, 81’ Agger 60’ | Marcatori | 73’ Gallas |

| Arbitro: | Walton |

|                |           |                      |
| Gunnarsson 47’ | Marcatori | 15’ Arbeloa 86’ Kuyt |

| Arbitro: | Poll |

|                         |           |  |
| Gerrard 58’, 65’ (rig.) | Marcatori |  |

| Manchester 14 aprile 2007, ore 15:00 WEST 34ª giornata | Manchester City | 0 – 0 referto | Liverpool | City of Manchester Stadium (45 883 spett.)\| Arbitro: \| Rennie \| |
| Arbitro:                                               | Rennie          |               |           |                                                                    |

| Arbitro: | Riley |

|               |           |  |
| Kuyt 30’, 68’ | Marcatori |  |

| Arbitro: | Walton |

|                          |           |            |
| Benjani 27’ Kranjčar 32’ | Marcatori | 59’ Hyypiä |

| Arbitro: | Bennett |

|             |           |  |
| Dempsey 69’ | Marcatori |  |

| Arbitro: | Gallagher |

|                                   |           |                     |
| Xabi Alonso 62’ Kewell 90’ (rig.) | Marcatori | 2’ Holland 71’ Bent |

### FA Cup
| Arbitro: | Bennett |

|          |           |                            |
| Kuyt 71’ | Marcatori | 37’, 45’ Rosický 84’ Henry |

### Football League Cup
| Arbitro: | Walton |

|                                             |           |                             |
| Fowler 44’ Riise 45’ Paletta 50’ Crouch 77’ | Marcatori | 75’ Bikey 81’ Lita 85’ Long |

| Arbitro: | Webb |

|  |           |           |
|  | Marcatori | 45’ Agger |

| Arbitro: | Atkinson |

|                                   |           |                                                      |
| Fowler 33’ Gerrard 68’ Hyypiä 80’ | Marcatori | 27’ Aliadière 40’, 45+2’, 60’, 84’ Baptista 45’ Song |

### FA Community Shield
| Arbitro: | Martin Atkinson |

|                |           |                     |
| Shevchenko 44’ | Marcatori | 9’ Riise 80’ Crouch |

### UEFA Champions League

#### Terzo turno preliminare
| Arbitro: | Stark |

|                             |           |             |
| Bellamy 32’ M. González 87’ | Marcatori | 29’ Boccoli |

| Arbitro: | Rosetti |

|              |           |            |
| Colautti 63’ | Marcatori | 54’ Crouch |

#### Fase a gironi
| Eindhoven 12 settembre 2006, ore 20:45 CEST 1ª giornata | PSV     | 0 – 0 referto | Liverpool | Philips Stadion (35 000 spett.)\| Arbitro: \| Busacca \| |
| Arbitro:                                                | Busacca |               |           |                                                          |

| Arbitro: | Medina Cantalejo |

|                                |           |               |
| Crouch 9’, 52’ Luis García 14’ | Marcatori | 59’, 65’ Ümit |

| Arbitro: | Øvrebø |

|  |           |            |
|  | Marcatori | 58’ Crouch |

| Arbitro: | Merk |

|                                  |           |  |
| Luis García 23’, 76’ Gerrard 72’ | Marcatori |  |

| Arbitro: | Messina |

|                        |           |  |
| Gerrard 65’ Crouch 89’ | Marcatori |  |

| Arbitro: | Benquerença |

|                              |           |                 |
| Necati 24’ Okan 28’ Ilić 79’ | Marcatori | 22’, 90’ Fowler |

#### Fase ad eliminazione diretta

##### Ottavi di finale
| Arbitro: | Vassaras |

|          |           |                       |
| Deco 14’ | Marcatori | 43’ Bellamy 74’ Riise |

| Arbitro: | Fandel |

|  |           |                |
|  | Marcatori | 75’ Guðjohnsen |

##### Quarti di finale
| Arbitro: | Layec |

|  |           |                                  |
|  | Marcatori | 27’ Gerrard 49’ Riise 63’ Crouch |

| Arbitro: | Rosetti |

|            |           |  |
| Crouch 67’ | Marcatori |  |

##### Semifinale
| Arbitro: | Merk |

|             |           |  |
| J. Cole 29’ | Marcatori |  |

| Arbitro: | González |

|                            |                      |                       |
| Agger 22’                  | Marcatori            |                       |
| Zenden Alonso Gerrard Kuyt | Tiri di rigore 4 – 1 | Robben Lampard Geremi |

##### Finale
| Arbitro: | Herbert Fandel |

|                  |           |          |
| Inzaghi 45’, 82’ | Marcatori | 89’ Kuyt |

## Statistiche

### Statistiche di squadra
| Competizione     | Punti | In casa | In casa | In casa | In casa | In casa | In casa | In trasferta | In trasferta | In trasferta | In trasferta | In trasferta | In trasferta | In campo neutro | In campo neutro | In campo neutro | In campo neutro | In campo neutro | In campo neutro | Totale | Totale | Totale | Totale | Totale | Totale | DR  |
| Competizione     | Punti | G       | V       | N       | P       | Gf      | Gs      | G            | V            | N            | P            | Gf           | Gs           | G               | V               | N               | P               | Gf              | Gs              | G      | V      | N      | P      | Gf     | Gs     | DR  |
| ---------------- | ----- | ------- | ------- | ------- | ------- | ------- | ------- | ------------ | ------------ | ------------ | ------------ | ------------ | ------------ | --------------- | --------------- | --------------- | --------------- | --------------- | --------------- | ------ | ------ | ------ | ------ | ------ | ------ | --- |
| Premier League   | 68    | 19      | 14      | 4       | 1       | 39      | 7       | 19           | 6            | 4            | 9            | 18           | 20           | -               | -               | -               | -               | -               | -               | 38     | 20     | 8      | 10     | 57     | 27     | +30 |
| FA Cup           | -     | 1       | 0       | 0       | 1       | 1       | 3       | -            | -            | -            | -            | -            | -            | -               | -               | -               | -               | -               | -               | 1      | 0      | 0      | 1      | 1      | 3      | -2  |
| League Cup       | -     | 2       | 1       | 0       | 1       | 7       | 9       | 1            | 1            | 0            | 0            | 1            | 0            | -               | -               | -               | -               | -               | -               | 3      | 2      | 0      | 1      | 8      | 9      | -1  |
| Community Shield | -     | -       | -       | -       | -       | -       | -       | -            | -            | -            | -            | -            | -            | 1               | 1               | 0               | 0               | 2               | 1               | 1      | 1      | 0      | 0      | 2      | 1      | +1  |
| Champions League |       | 7       | 6       | 0       | 1       | 12      | 4       | 7            | 3            | 2            | 2            | 9            | 6            | 1               | 0               | 0               | 1               | 1               | 2               | 15     | 9      | 2      | 4      | 22     | 12     | +10 |
| Totale           |       | 29      | 21      | 4       | 4       | 59      | 23      | 27           | 10           | 6            | 11           | 28           | 26           | 2               | 1               | 0               | 1               | 3               | 3               | 58     | 32     | 10     | 16     | 90     | 52     | +38 |

### Andamento in campionato
| Giornata  | 1  | 2 | 3 | 4 | 5  | 6 | 7  | 8  | 9  | 10 | 11 | 12 | 13 | 14 | 15 | 16 | 17 | 18 | 19 | 20 | 21 | 22 | 23 | 24 | 25 | 26 | 27 | 28 | 29 | 30 | 31 | 32 | 33 | 34 | 35 | 36 | 37 | 38 |
| --------- | -- | - | - | - | -- | - | -- | -- | -- | -- | -- | -- | -- | -- | -- | -- | -- | -- | -- | -- | -- | -- | -- | -- | -- | -- | -- | -- | -- | -- | -- | -- | -- | -- | -- | -- | -- | -- |
| Luogo     | T  | C | C | T | T  | C | T  | C  | T  | C  | C  | T  | T  | C  | C  | T  | C  | T  | C  | T  | T  | C  | T  | C  | T  | C  | T  | C  | C  | T  | C  | T  | C  | T  | C  | T  | T  | C  |
| Risultato | N  | V | V | P | P  | V | P  | N  | P  | V  | V  | P  | N  | V  | N  | V  | V  | V  | V  | P  | V  | V  | V  | V  | V  | N  | P  | V  | P  | N  | V  | V  | V  | N  | V  | P  | P  | N  |
| Posizione | 10 | 4 | 4 | 7 | 10 | 8 | 10 | 11 | 11 | 8  | 8  | 9  | 10 | 9  | 7  | 5  | 4  | 3  | 3  | 5  | 4  | 3  | 3  | 3  | 3  | 3  | 3  | 3  | 4  | 4  | 3  | 3  | 3  | 3  | 3  | 3  | 3  | 3  |

Legenda:

Luogo: C = Casa; T = Trasferta. Risultato: V = Vittoria; N = Pareggio; P = Sconfitta.